# Кузнецов Віктор Олександрович (парторг ЦК ВКП(б))
Віктор Олександрович Кузнецов (? — ?) — український радянський діяч, інженер-конструктор, парторг ЦК ВКП(б) на Ново-Краматорському машинобудівному заводі імені Сталіна Сталінської (Донецької) області. Член ЦК КП(б)У в січні 1949 — вересні 1952 року.

## Біографія
Освіта вища. Член ВКП(б) з 1939 року.
Працював інженером, конструктор Ново-Краматорського машинобудівного заводу імені Сталіна міста Краматорська Сталінської області.
На 1947—1949 роки — партійний організатор ЦК ВКП(б) на Ново-Краматорському машинобудівному заводі імені Сталіна Сталінської (Донецької) області.

## Нагороди
- ордени
- медалі
- Сталінська премія ІІ ст. (1947) — за створення нових підйомних машин для глибоких шахт